# ГАЗ-69
ГАЗ-69 — автомобіль підвищеної прохідності, що виготовлявся у 1953—1956 рр. Горьківським, а у 1956—1973 рр. Ульяновським автомобільними заводами. Також вироблявся у Румунії  по 1975 рік та у КНР по 2005 рік.

## Історія

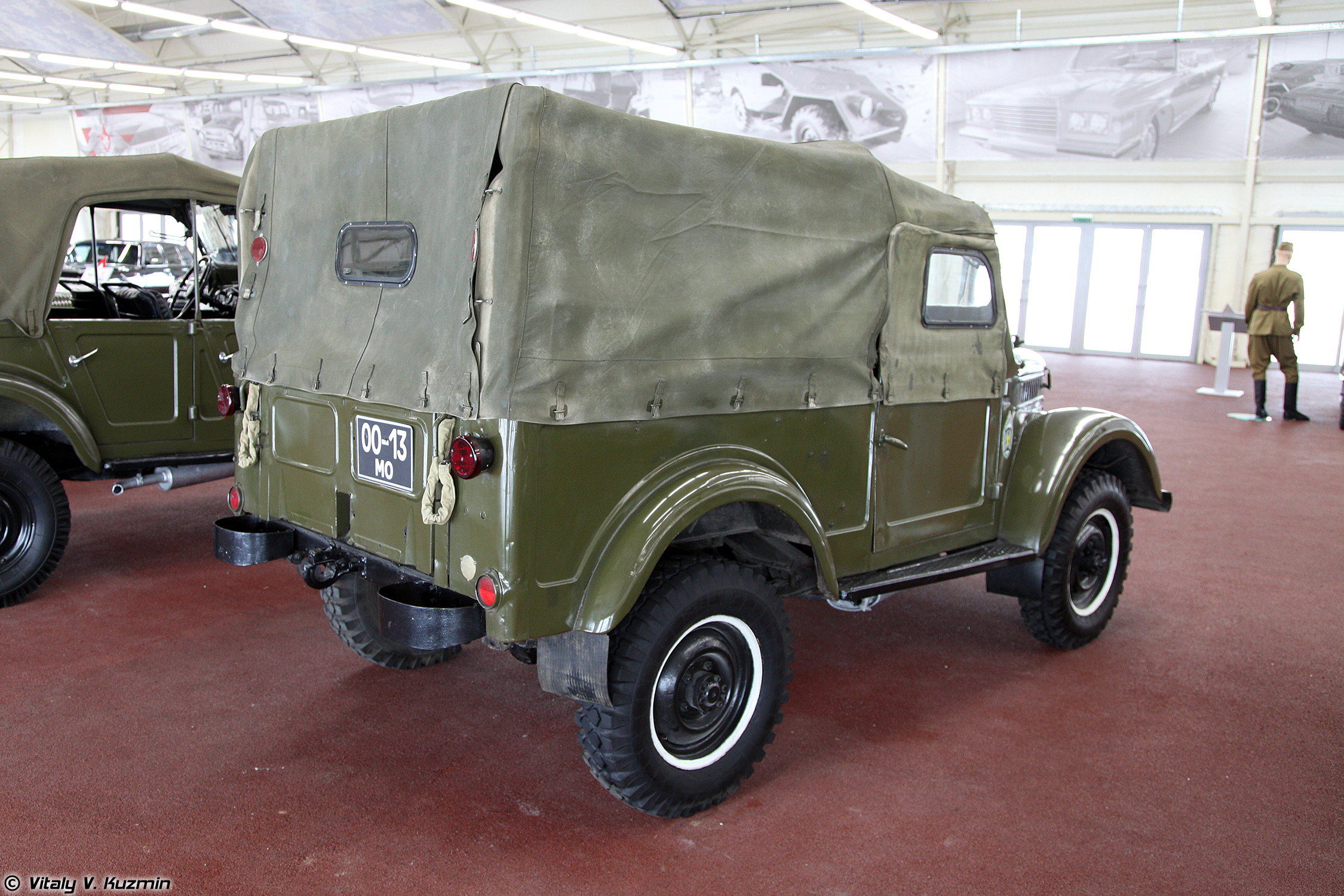
ГАЗ-69

Створений колективом конструкторів Горьківського автомобільного заводу під керівництвом Григорія Мойсейовича Вассермана. В народі цей автомобіль називали «Козлік» або «Газік».

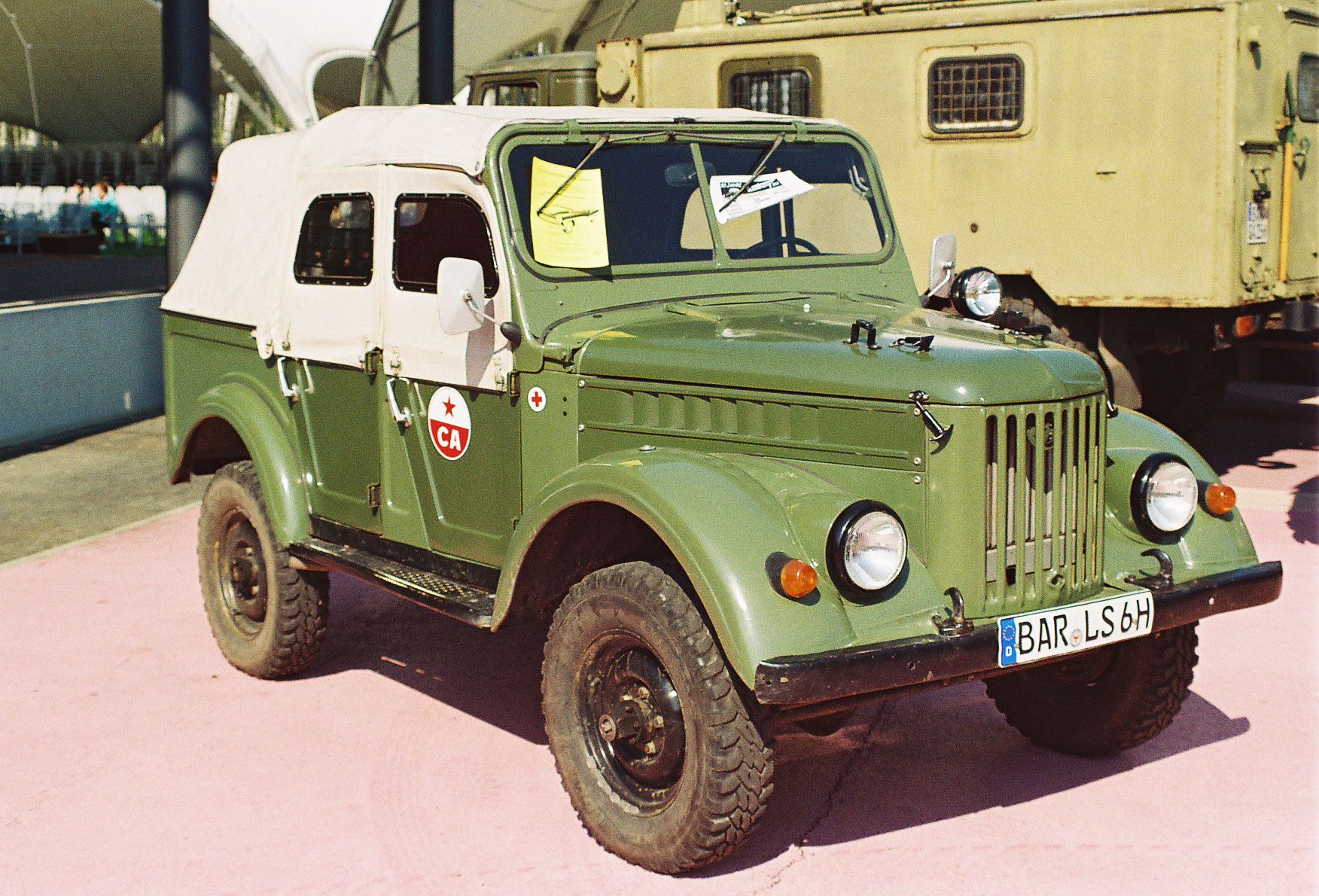
ГАЗ-69A

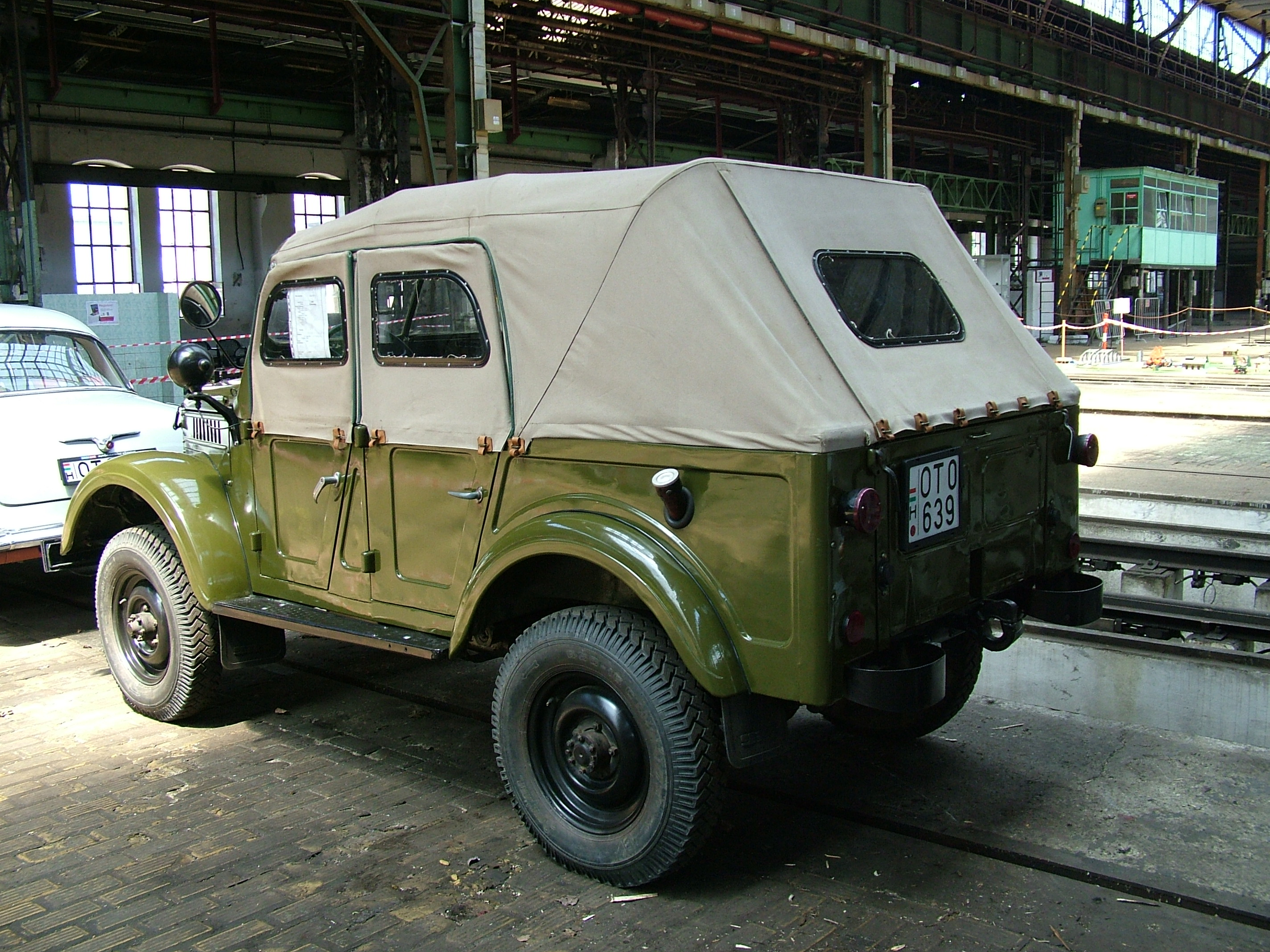
ГАЗ-69A

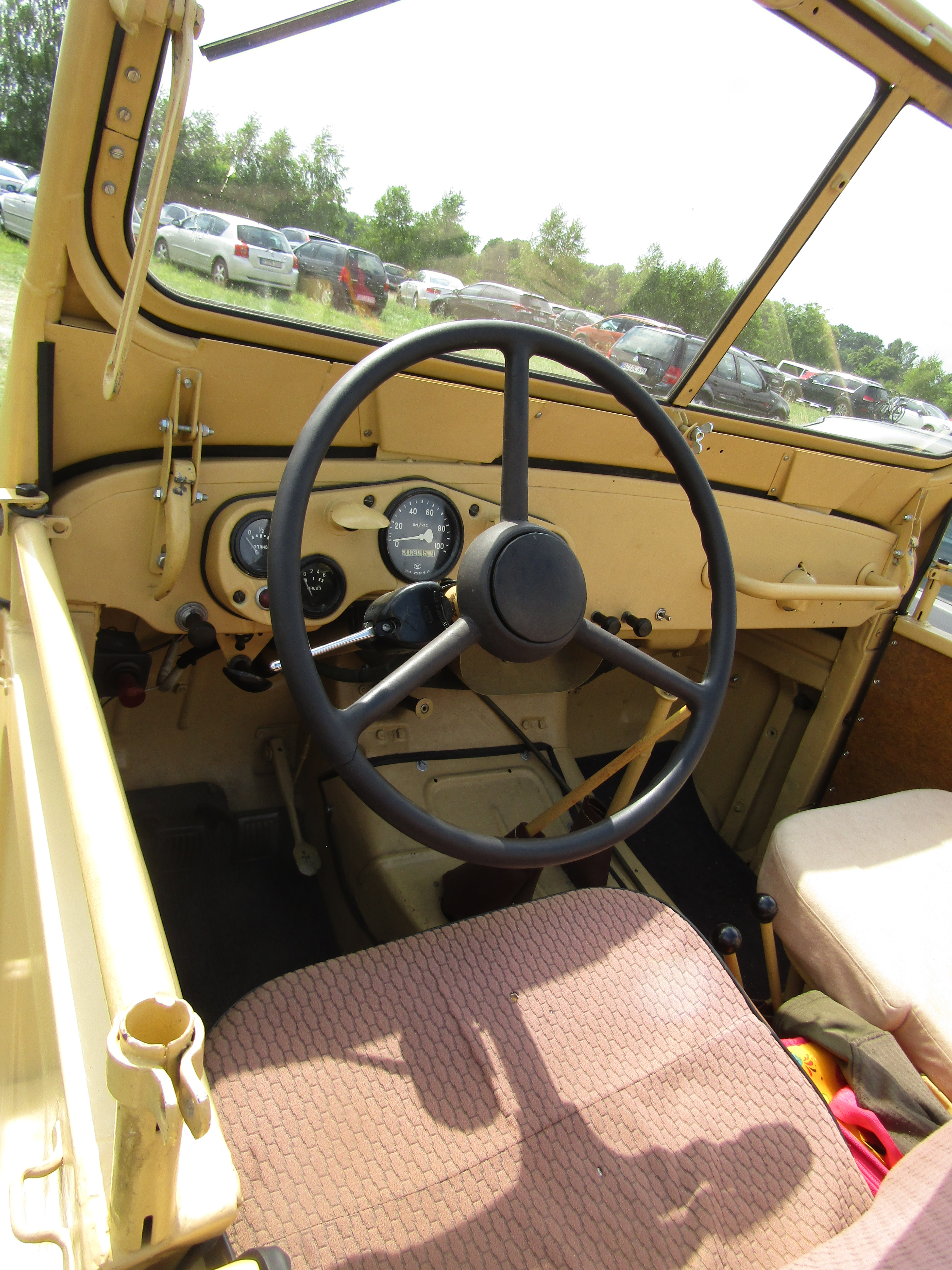

З самого початку нова машина випускалась у двох модифікаціях. Перша — ГАЗ-69 з дводверним восьмимісним кузовом. Їх виробництво Горьковський завод розпочав 1953 року, причому паралельно (від грудня 1954 року) ці всюдиходи збирав і Ульяновський автозавод. Повністю на випуск ГАЗ-69 і його модифікації ГАЗ-69А з вузлів власного виробництва УАЗ перейшов після 1956 року. Горьківський завод від середини 1955 року став виготовляти М-72 — другу модифікацію, оригінальну машину, що поєднує шасі ГАЗ-69 з кузовом «Побєди». Ця машина сходила з конвеєра до 1958 року. Крім того, на агрегатах ГАЗ-69 завод попутно робив амфібію ГАЗ-46. З часом виробництво «шістдесят дев'ятих» було повністю передано до Ульяновська — на завод, який раніше збирав вантажівки ГАЗ-ММ, полуторки.

## Технічні дані

### Кузов, шасі
- Кути встановлення передніх коліс: кут розвалу коліс 1°30; кут бічного нахилу шворні 5°; кут нахилу нижнього кінця шворні 3°; схід коліс 1,5 — 3 мм.
- Підвіска — на чотирьох подовжніх напівеліптичних ресорах, з гідравлічними поршневими амортизаторами важелів. Шини низького тиску, розмір 6,50-16".
- Рульовий механізм: глобоїдальний черв'як з подвійним роликом; передавальне відношення 18,2:1 (середнє).
- Гальма — барабанні на всі 4 колеса; привід гідравлічний.
- Гальмо стоянки з ручним приводом — барабанне, розташоване на роздаточній коробці ззаду; привід механічний, тросовий від важеля.

## Бойове застосування

### Російсько-Українська війна
Вперше у 2025 році було уражено декілька автомобілів цієї марки на східному напрямку. 